# جونیور براندائو
جونیور براندائو (پرتغالی: Júnior Brandão؛ زادهٔ ۷ ژانویهٔ ۱۹۹۵) بازیکن فوتبال اهل برزیل است.
وی سابقه بازی در تیم‌هایی همچون لودوگورتس رازگراد، پرسپولیس و ریو آوه را دارد.